# ملا طاهر البحركي
طاهر بن الحاج ملا عبد الله بن الحاج ملا سليمان بن فقي محمد بن أحمد بن عزيز بن رسول { الكردية : مامۆستا تاهیر بەحركەیی }، عشيرة (كَردي) بفتح الكاف الفارسية إحدى عشائر الكرد، ولد في 17 صفر 1364 هـ / 1945م بقرية بحركة عاصمة عشيرة (كَردي)، منطقة البراني في (أربيل).

صورة للشيخ ملا طاهر البحركى وأخوه الشيخ ملا طيب البحركي

## دراسته
بدأ بالدراسة سنة 1952م عند أخيه ملا طيب، وختم القرآن الكريم، وبدأ بمنظومة الأحمدية والعوامل، وكان يأوي إلى والده ليلاً يعلمه تصريف الزنجاني حفظاً، ومنظومة بند عطار الفارسية، وواصل الدراسة عند أخيه، قرأ الاجرومية، شرح الأنموذج، الإظهار، سعديني، فتح المعين، تصريف الأشنوي، فعل سعدالله، الاستعارة، الجامي، منهاج الطالبين، إيضاح المناسك، الوضع، إيساغوجي، مغني الطلاب، تنوير المقباس في تفسير ابن عباس، الرياض البديعة في الفقه، عبد الله اليزدي، آداب البحث مع حاشية البنجويني، شرح الكمال على الشافعية، شرح العقائد النسفية، مختصر المعاني، شرح جمع الجوامع، خلاصة الحساب، أشكال التاسيس في الهندسة، تشريح الأفلاك مع حواشي (منه)، شرح تهذيب الكلام، قسم من تفسير البيضاوي، قسم من تفسير الجلالين، قسم من قصيدة البردة.

## تخرجه
لمّا أشرف على الوصول إلى المرحلة الأخيرة، خيره أستاذه وأخوه في أن يبعثه للإجازة العلمية إلى أحد من العلماء الأعلام: الشيخ مصطفي النقشبندي بأربيل، والشيخ عبد المجيد القطب بكركوك، والشيخ عبدالكريم المدرس ببغداد، فاختار الأول، وتمسك بالطريقة على يده، فأرسله إلى خانقاه الشيخ، وهو اختار ملا شريف الدوشيواني، أن يدّرسه قسماً من البخاري الشريف، ومبحث الطلاق من تحفة المحتاج، وتعلّم الفرائض من ملا طاهر السوسي الفرضي، وتشرف بالإجازة العلمية من حضرة الشيخ مصطفى النقشبندي في أربيل يوم الاثنين 15 آب 1972م، بحضور جم غفير من علماء، وأعيان البلد وضواحيها.
عاد إلى مسقط رأسه في (بحركة)، وشرع في التدريس في مدرسة والده، مع أخيه وأستاذه، وقصدَهما الطلابُ، فتخرج في المدرسة نخبة من الأئمة والخطباء.

## الذين درسوا عنده
أسماؤهم مذكورة في كتاب حياة الأمجاد.

## أشعاره
إن المترجم لهُ قوة نظم الشعر وقرضه، ولكنه لم يتخذه مهنة، وتتميز أشعاره بالحنين إلى الأجداد، والمآثر، وخدمة الدين الإسلامي، لذلك أصبحت أشعاره رموزاً تلقى في المحافل وفي الإجازات العلمية، ولهُ أشعار اجتماعية، ووطنية، وله شيء قليل من الغزل، ولهُ قصائد كردية وعربية جمعت کلها في الديوان المطبوع، وبعضها في کتاب حياة الأمجاد.

## الذين أخذوا الإجازة العلمية منه

صورة للشيخ ملا طاهر البحركي

دأب العلماء المسلمون على عدم التصدر للإجازة بحضور شيوخهم، وبما أن المترجم له كان ولا يزال يدرّس في المدرسة الشرعية في بحركة وكان أخوه وشيخه الشيخ طيب مديراً للمدرسة، لذلك لم يعط الإجازة إلاّ نادراً، فالذين أجازهم قليلون وهم:
1. ملا إبراهيم صالح الباني الإيراني في: 1 كانون الثاني 2006م.
2. ملا خبات عبد الكريم حميد التكيي في: 19 أيلول 2010م.
3. ملا لقمان خليفة عثمان عمر البحركي في: 20 تشرين أول 2012م.
4. ملا فائز ملا ابوبكر قادر البيريزي في: 28 آب 2012م.
5. ملا آزاد عباس الكليجالي في: 10 كانون أول 2012.
6. ملا يوسف عبد الرحمن البنجويني في 31 كانون أول 2013.
7. ملا عبد الله أحمد خوشناو في: 10 آب 2016.
8. ملا أبوبكر ملا طاهر (ابنه وناقل هذه الترجمة) في: 16 تشرين أول 2016م.
9. ملا فائق ملا طاهر (ابنه) في: 21 تشرين أول 2016م.
10. ملا مخلص خالد حسين في: 19 تشرين ثاني 2016م.
11. الأستاذ الدكتور العلاّمة حسن محمود عبداللطيف الشافعي الأزهري رئيس مجمع اللغة العربية بمصر وعضو هيئة كبار العلماء بالأزهر الشريف، في: 4 تشرين ثاني 2017م.
12. سامي أيوب أحمد الكزني في: 30 نيسان 2018م.
13. حسين همزة أحمد محمد جورة في: 25 أيلول 2018م.

## وظائفه
عين واعظا سنة 1972م، وفي سنة 1978م وجهت إليه الخطابة، وفي سنة 1981م بدل عنوان وظيفته من الواعظ إلى الإمامة، واصبح عضواً في مجلس الفتوى في (أربيل) سنة 2004م، وإلى الآن.

## مؤلفاته
1. مة ركانة ي كوردي بو كولي بوردي، المنظومة الكردية في ترجمة القصيدة البردية، طبعت الطبعة الأولى في أربيل سنة 1986م، والثانية سنة 2006م، والثالثة طبعت مع الديوان الشعري سنة 2017م في مكتبة التفسير، والطبعة الرابعة سنة 2017م في مكتبة التفسير.
2. مفتاح الوصول إلى التاج الجامع للأصول، طبع في بيروت سنة 1986م الطبعة الأولى ثم توالت الطبعات.
3. محمد باشا الرواندوزي: طبع في أربيل سنة 2002م على نفقة وزارة الثقافة، ثم طبع الطبعة الثانية على نفقة الجامعة اللبنانية الفرنسية في أربيل، سنة 2018م..
4. اجابات أسئلة فقهية: طبعت في أربيل سنة 2005م على نفقة وزارة الأوقاف والشؤون الدينية.
5. تحقيق رسالة العلم للعلامة ملا محمد الختي: طبع الطبعة الأولى في أربيل سنة 2006م، والثانية في مدينة السليمانية قامت بها مؤسسة مشروع تيشك.
6. ديوان أشعار باللغة الكردية والعربية: طبع في أربيل سنة 2000م، وأعيد طبعه في مكتبة التفسير سنة 2017م باسم (ميركي فه قييان).
7. ميزووي زاناياني كورد، (تاريخ العلماء الاكراد)، تحتوي الطبعة الأولى من هذا الكتاب على ترجمة 1772 عالم في ثلاثة أجزاء باللغة الكردية، طبع في أربيل سنة 2010م على نفقة مجمع الفكر الإسلامي (مؤسسة التجديد)، والطبعة الثانية قامت بها مكتبة التفسير في أربيل وزاد المؤلف عليه ما يقارب ثلاثمائة ترجمة.
8. حياة الأمجاد من العلماء الأكراد في ثلاث مجلدات، وهي ترجمة الكتاب السابق إلى اللغة العربية، طبعت في دار ابن حزم سنة 2014م ببيروت، لبنان.
9. رحمة المغيث في علم الحديث، طبع في دار الكتب العلمية ببيروت سنة 2017م.
10. تحقيق شرح خاتمة التصريف لملا بيروت على تصريف ملا علي الأشنوي، طبع لدى المكتبة الهاشمية في تركيا سنة 2018م..
11. تحقيق شرح إعلال التصريف المشهور بتصريف الزنجاني على العزي، تحت الطبع.
12. تحقيق شرح القطف النظيف لملا خليل السنجاوي على تصريف ملا علي الأشنوي، مخطوط.

كما وله تسجيل صوتي لجميع دروس الكتب الجادة مسجلة على الأشرطة والأقراص الليزرية من الأنموذج وإلى جمع الجوامع، وغيرها.